# Mariusz z Aventicum
Św. Mariusz z Aventicum (ur. ok. 532, zm. 31 grudnia 594 w Lozannie) – biskup Aventicum (obecnie Avenches w Szwajcarii), kronikarz, autor Chronicon – jednego z najwcześniejszych pisanych świadectw historii burgundczyków w VI wieku. Święty Kościoła Katolickiego. Znany również jako Marius Aventicensis, Marius Aventicum (współcześnie zamienione na d'Avenches) lub St. Maire.

## Życiorys
Urodził się ok. 532 roku w obecnej diecezji Autun, a zmarł w Lozannie w 594 r. Dane o jego życiu pochodzą z inskrypcji na jego płycie nagrobnej w kościele św. Tyrsa w Lozannie. Wynika z nich, że pochodził ze znanej bogatej, prawdopodobnie rzymskiej rodziny i we wczesnym wieku wszedł do stanu duchownego. W maju roku 574, mając ok. 43 lat, mianowany został biskupem Aventicum. Wziął udział w Synodzie w Mâcon w 585, na którym podpisywał się jako "episcopus ecclesiae Aventicae". Kilka lat później, ok. 590, przeniósł siedzibę biskupią z upadającego Aventicum do Lozanny. Zmarł mając 64 lata, ostatniego dnia 594 roku, po prawie 21 latach sprawowania funkcji biskupa.
Wychwalany jako idealny biskup, zręczny złotnik, który własnoręcznie wytwarzał naczynia liturgiczne dla swojego kościoła, a nawet sam orał glebę, co być może w przenośni miało oznaczać troskę o powierzonych mu wiernych; protektor i dobrodziej biednych; człowiek modlitwy, uczony pełen zapału dla poważnych studiów umysłowych. 24 czerwca 587 konsekrował kościół Najświętszej Marii Panny w Paterniacum, obecnie Payerne, który zbudowano z jego środków, na jego terenie i dzięki jego wysiłkom. Prawdopodobnie ufundował także inne kościoły w swojej diecezji poświęcając je świętym z jego rodzinnej diecezji Autun. Po śmierci był czczony w diecezji lozańskiej jako święty, a jego święto obchodzono 9 lub 12 lutego.
Kult Mariusza z Aventicum zaaprobowano w 1605 roku.
Współcześnie diecezje Lozanny i Bazylei wspominają św. Mariusza w dies natalis (31 grudnia). Kościół św. Tyrsa niedługo potem został przemianowany na św. Mariusza.
Łaciński tekst na nagrobku św. Mariusza z Aventicum
Mors infesta ruens quanvis ex lege parentis

  moribus instructis (-tus cod.) nulla nocere potest.

 hoc ergo Marii tumulantur membra sepulcro

  summi pontificis, cui fuit alma fides.

 clericus officio, primaevis tonsus ab annis

  militia exacta dux gregis egit oves.

 nobilitas generis radians et origo refulgens

  de fructu meriti nobiliores tenet.

 ecclesiae ornatus vasis fabricando sacratis

  et manibus propriis praedia iusta colens.

 iustitiae cultor, civium fidissima virtus,

  norma sacerdotum pontificumque decus,

 cura propinquorum, iusto bonus arbitcr actu,

  promptus in obsequiis corpore casto dei.

 humanis dapibus fixo moderamine fultus

  pascendo inopes se bene pavit ope, 

 ieiunando cibans alios, sibi parcus edendo,

  horrea composuit quo modo pastor abit

 pervigil in studiis domini, exorando fidelis

  nunc habet inde requiem unde caro fessa fuit.

 quem pietate patrem dulcedinis arva (arma cod.)

  tuentem amissis terris credimus esse polis.

## Dzieło
Kronika jego autorstwa dochowała się do naszych czasów i jest kontynuacją kroniki Prospera z Akwitanii lub też Chronicon Imperiale. Obejmuje ona lata od 455 do 581, i mimo iż zawiera głównie suche i rocznikowe zapisy, ma dużą wartość dla historii burgundzkiej oraz frankońskiej, zwłaszcza odnośnie do drugiej połowy VI wieku. Św. Mariusz uważał się za Rzymianina i dlatego stosował charakterystyczną metodę podawania informacji – odnosił ich datowanie do urzędowania kolejnych konsulów i wschodnich cesarzy, tak jak czynił to Prosper. Jego dzieło służy też do korygowania informacji podawanych przez Grzegorza z Tours, silnie negatywnie nastawionego do burgundzkich arian. Dlatego też, pomimo swojej zwięzłości, jego Kronika była często publikowana. Anonimowy autor kontynuował dzieło Mariusza do roku 623.
Tylko Mariusz i Grzegorz z Tours wspominają o upadku miasta Tauredunum leżącego nad Jeziorem Genewskim. Znaczenie historyczne mają również opisy walk Ostrogotów i bizantyjczyków oraz doniesienia o atakach Franków. Jako pierwszy użył na piśmie łacińskiego terminu variola dla określenia ospy.
W Lozannie znajduje się Zamek św. Mariusza (st. Maire), który od początku XV wieku był siedzibą biskupią, następnie przeszedł w ręce prywatne, a w 1803 został domem kantonalym przy powstaniu kanton Vaud. Obecnie w dalszym ciągu jest siedzibą rządu kantonalnego i nie można go zwiedzać.

### Wydania
- Justin Favrod, La Chronique de Marius d'Avenches (455-581), Cahiers Lausannois d'Histoire Médiévale, vol. 4, Lausanne, 1991. (Zawiera wydanie tekstu kroniki wraz z francuskim tłumaczeniem oraz komentarzem.
- Migne, Patrologia Latina, LXXII. K. 791–802 wersja online.
- Theodor Mommsen (Wyd.), Theodor Mommsen [w:] Monumenta Germaniae Historica, Auctores antiqui, T. XI (1893), 232-9 (stare wydanie dostępne jest online).
- Jean-Jacques Chifflet [w:] André Duchesne, Historiæ Francorum Scriptores, I (1636), s.210-214

### Opracowania
- Ceillier Remy, Histoire générale des auteurs sacrés et ecclésiastiques, T. XI. 399, 400
- Wattenbach Wilhem, Deutschlands Geschichtsquellen im Mittelalter bis zur Mitte des dreizehnten Jahrhunderts, Berlin 1866, s. 47 wersja online
- Richter Gustav, Annalen der Deutschen Geschichte Im Mittelalter, Halle 1873, s. 37. wersja online
- Bouquet Martin-Delisle Léopold, Recueil des historiens des Gaules et de la France, T. 12-19, 1869.
- Sprigade Klaus, Marius, Bischof v. Avenches [w:]Biographisch-Bibliographisches Kirchenlexikon (BBKL). Band 5, Herzberg 1993, ISBN 3-88309-043-3, Sp. 835–837 wersja online.
- Люблинская А.Д. Источниковедение истории средних веков.— Leningrad,(1955). s.374.